# Кекки, Андреа
Андре́а Ке́кки (итал. Andrea Checchi; 21 октября 1916, Флоренция — 31 марта 1974, Рим) — итальянский актёр.

## Биография
Родился 21 октября 1916 года во Флоренции. Сын живописца, обучался в Академии изящных искусств во Флоренции. Позже переехал в Рим, где посещал драматические курсы А. Блазетти, который дал ему небольшую роль в фильме Тысяча гарибальдийцев. После окончания Итальянской национальной киношколы, стал активно сниматься в итальянском кино.
За всю карьеру сыграл в более чем 150 кино- и телефильмах.
Скончался 29 марта 1974 года в Риме.

## Избранная фильмография
- 1934 — Тысяча гарибальдийцев — солдат
- 1935 — Старая гвардия / Vecchia guardia — Помпео (нет в титрах)
- 1938 — Этторе Фиерамоска / Ettore Fieramosca — Джентилино
- 1938 — Под Южным крестом / Sotto la croce del sud
- 1940 — Опустите занавес / Giù il sipario
- 1940 — Манон Леско / Manon Lescaut — Мариус
- 1940 — Блокада Алькасара / L'Assedio dell’Alcazar
- 1941 — Урок химии в 9 часов / Ore 9 lezione di chimica — Марини, профессор
- 1942 — Трагическая ночь / Tragica notte — Нанни
- 1942 — Маломбра / Malombra — Коррадо Силла
- 1943 — Джакомо-идеалист / Giacomo l’idealista — Джачинто Маньенцио
- 1945 — Два анонимных письма / Due lettere anonime — Бруно
- 1946 — Американец в отпуске / Un americano in vacanza — Роберто
- 1947 — Трагическая охота / Caccia tragica
- 1947 — Элеонора Дузе / Eleonora Duse — Тебальдо Чечи
- 1947 — Братья Карамазовы / I Fratelli Karamazoff — Иван Карамазов
- 1948 — У стен Малапаги — Джузеппе Манфредини
- 1950 — Путь ненависти / Il Sentiero dell’odio
- 1950 — Паоло и Франческа / Paolo e Francesca — Джанчотто Малатеста
- 1950 — Красное небо / Il Cielo è rosso
- 1950 — Акт обвинения / Atto di accusa — комиссар Константини
- 1951 — Осторожно! Бандиты! — инженер
- 1952 — Прежние времена/ Altri tempi
- 1953 — Сострадание падшим / Pietà per chi cade
- 1953 — Дама без камелий — Джанни Франки
- 1954 — Полвека любви / Amori di mezzo secolo — Габриель (новелла «1910. Карусель»)
- 1954 — Ночная операция / Operazione notte
- 1954 — Наши времена/ Tempi nostri — он
- 1954 — Любовники / gli Innamorati
- 1954 — Дом Рикорди / Casa Ricordi — Джулио Рикорди
- 1955 — Красное и чёрное / Rosso e nero
- 1959 — Мир чудес / Il Mondo dei miracoli — оператор
- 1959 — Голиаф и варвары / Il Terrore dei barbari — Дельфо
- 1959 — Враг моей жены / Il Nemico di mia moglie — доктор Джулиани
- 1960 — Тысяча глаз доктора Мабузе — Берг, детектив отеля
- 1960 — Маска Сатаны — доктор Томас Круваян
- 1960 — Долгая ночь сорок третьего года / La Lunga notte del '43
- 1960 — Чочара — фашист
- 1961 — Дон Камилло, монсеньор / Don Camillo monsignore
- 1961 — Вторженцы / Invasori, Gli
- 1961 — Золото Рима / L’oro di Roma — Ортона, отец Джулии
- 1961 — Последние викинги / L'Ultimo dei Vikinghi
- 1961 — Убийца / L'Assassino
- 1962 — Американская трагедия / Una tragedia americana — отец МакМиллан
- 1962 — Имперская Венера / Venere imperiale — доктор в больнице Санто-Доминго
- 1962 — Ограбление по-итальянски / Colpo gobbo all’italiana — Орацио Меникотти
- 1962 — Ультиматум для жизни / Ultimatum alla vita
- 1963 — Веронский процесс / Il Processo Di Verona — Дино Гранди
- 1964 — Они шли на Восток — Сермонти
- 1964 — Постоянство разума / La Costanza della ragione — отец Лори
- 1964 — Суперограбление в Милане — Мараскалько, комиссар полиции
- 1965 — Воскресение / Resurrezione
- 1965 — Женщина с цветами/ La Donna di fiori
- 1965 — Капитанская дочка / La Figlia del capitano — Иван Миронов, капитан
- 1965 — Сделано в Италии / À l’italienne — муж Аделины (Новелла «Семья»)
- 1965 — Я, я, я… и другие / Io, io, io… e gli altri — эпизод
- 1966 — Золотая пуля — дон Фелициано
- 1967 — Семь братьев Черви — лидер итальянской компартии
- 1968 — Че Гевара / El 'Che' Guevara
- 1969 — Игра в гольф однажды утром / Giocando a golf una mattina
- 1970 — Ватерлоо — Сорет, старый гвардеец

## Награды
- 1946 — премия «Серебряная лента» за лучшую мужскую роль в фильме «Два анонимных письма[итал.]» (1946)[5].
- 1958 — премия «Серебряная лента» за лучшую мужскую роль второго плана в фильме «Слово вора» (1957), режиссёры  Нанни Лой и Джанни Пуччини[5].